# Università Amílcar Cabral
L'Università Amílcar Cabral o UAC è l'unica università della Guinea Bissau su base pubblica. Trae il nome da Amílcar Cabral, considerato l'ideologo e il padre dell'indipendenza del paese.

## Storia
Fondata nel 1999 col proposito di federare le massime istituzioni scolastiche della nazione, rimase chiusa per due anni, dal 2008 al 2010, a causa di importanti lavori di ristrutturazione. La ripresa completa delle attività si ebbe nel 2013, con la nomina dei nuovi organi amministrativi.
Nel maggio 2015 l'UNESCO ha donato all'università attrezzature informatiche per un valore di circa $ 600.000.
Nel 2020, il sistema federativo dell'UAC era costituito dalla Facoltà di Giurisprudenza, dalla Facoltà di Lettere e Filosofia e dalla Facoltà di Medicina, oltre alla Scuola Nazionale di Amministrazione e alla Scuola Superiore di Educazione della Guinea-Bissau.